# María Zamora
Pour les articles homonymes, voir Zamora (homonymie).
Zamora  Morcillo est un nom espagnol. Le premier nom de famille, en général paternel, est Zamora ; le second, en général maternel, souvent omis, est Morcillo.
María Zamora Morcillo, née à Valence en 1976, est une productrice de cinéma espagnole.
Elle produit notamment des films réalisés par des cinéastes féminines (Jaione Camborda, Elena Martín, Paula Ortiz, Marta Nieto, Mar Coll ou encore les films de Carla Simón).

## Biographie
María Zamora est la première femme productrice à gagner l'Ours d'Or de Berlin en 2022 pour le film Nos soleils de Carla Simón,.
Elle est reconnue dans le monde cinématographique pour militer pour une "filmographie égalitaire" entre les femmes et les hommes. En 2022, elle fait partie du jury de la Semaine de la Critique du Festival de Cannes.
En 2023, elle participe à O corno, une histoire de femmes, de Jaione Camborda, qui traite de l'avortement sous l'Espagne franquiste, Coquille d'or du Festival international du film de Saint-Sébastien.
En 2024, elle est la productrice du film La Vierge rouge, de la cinéaste Paula Ortiz, présenté le 21 septembre 2024 au Festival international du film de Saint-Sébastien, inspiré de la vie de la jeune militante féministe Hildegart Rodríguez Carballeira sous la République espagnole. Elle y reçoit le prix national de Cinématographie. La même année, elle produit le film Salve Maria de Mar Coll, avec Laura Weissmahr et Oriol Pla, adapté du roman Pas les mères de l'écrivaine basque Katixa Agirre qui traite de la dépression périnatale.
En 2025, elle produit Romería, film sélectionné en compétition officielle du Festival de Cannes 2025 et monte les marches du Palais des Festivals le 21 mai.

## Distinctions principales
- 2022 : Ours d'Or (Allemagne) pour le film Nos soleils, de Carla Simón[2],.
- 2024 : Prix national de Cinématographie (Espagne) pour l'ensemble de sa carrière[12]

## Filmographie principale
- 2017 : Été 93, de Carla Simón
- 2022 : Nos soleils, de Carla Simón
- 2023 : 
  - O corno, une histoire de femmes, de Jaione Camborda
  - Creatura, d'Elena Martín
- 2024 :
  - La Vierge rouge, de Paula Ortiz
  - La mitad de Ana, de Marta Nieto
  - Salve Maria, de Mar Coll
- 2025 : Romería, de Carla Simón